# Rock.VFR
O Rock.VFR é um festival de música realizado anualmente em Santa Maria da Feira desde 2006, com entrada livre. Por este festival passaram músicos e bandas, tais como Rádio Macau, Sigue Sigue Sputnik, Dapunksportif ou Fonzie.

## Edições

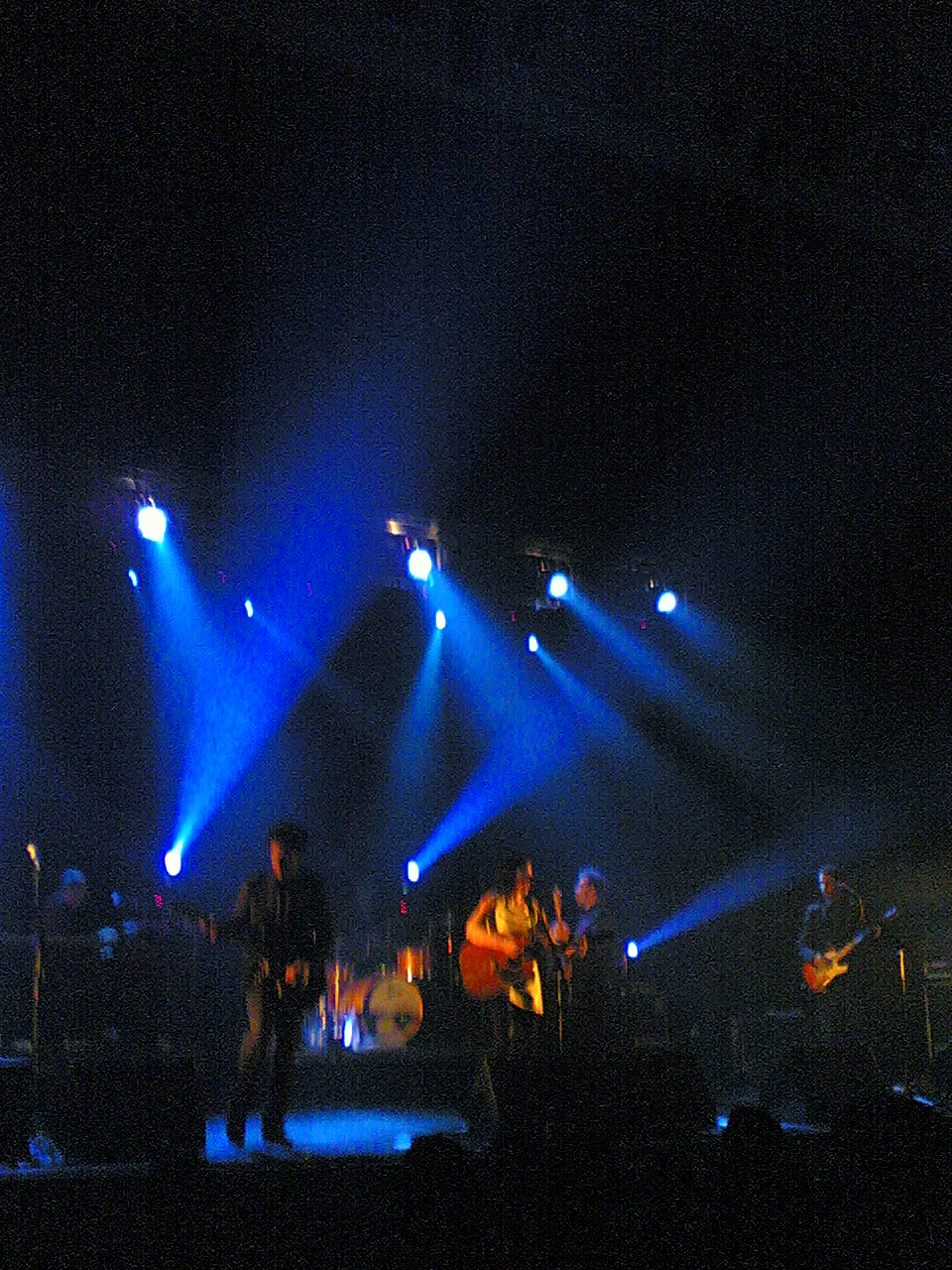
Rádio Macau ao vivo no festival em 2008.

### 2010
- 19 de Março- Sean Riley and The Slowriders; João Coração
- 20 de Março- CJ Ramone; D3O
- 26 de Março- The Legendary Tiger Man; Os Tornados
- 27 de Março- Slimmy; Lobo

### 2009
- 6 de Março - Hellsblood . MORG . Anonymous Souls
- 7 de Março - Dioz . Bettershel . EZ Special
- 13 de Março - Paperlost . Humus . Dr1ve
- 14 de Março - Palvray .The Loyd . Ricardo Azevedo

### 2008
- 29 de Fevereiro - Anonymous Souls . Peste & Sida
- 1 de Março - Humus . Rádio Macau

### 2007
- 10 de Março - The Loyd . Fonzie
- 17 de Março - Dapunksportif . Sigue Sigue Sputnik

### 2006
- 11 de Março - DIOZ . Wraygunn
- 18 de Março - The Loyd . Dr1ve
- 24 de Março
- 25 de Março